# Rencontres du troisième type
Pour plus de détails, voir Fiche technique et Distribution.
Rencontres du troisième type (Close Encounters of the Third Kind) est un film de science-fiction américain réalisé par Steven Spielberg et sorti en 1977.
Mettant en vedette les acteurs Richard Dreyfuss, François Truffaut, Teri Garr, Melinda Dillon et Bob Balaban dans les rôles principaux, le film raconte l'histoire de Roy Neary (Richard Dreyfuss), l'employé d'une compagnie d'électricité de l'Indiana dont la vie change radicalement après une rencontre avec un objet volant non identifié (ovni).
C'est le cinquième long métrage de Steven Spielberg, alors âgé de trente et un ans. Produit et distribué par la Columbia Pictures, le film sort en avant-première le 15 novembre 1977 à New York, puis dans le reste des États-Unis le 16 novembre 1977.
Rencontres du troisième type est un succès à la fois critique et financier, rapportant finalement plus de 300 millions de dollars de recettes dans le monde. Il a reçu de nombreux prix et nominations lors des cérémonies des Oscars 1978, Golden Globes 1978, Saturn Awards 1978 et des BAFTA 1979, et a été largement acclamé par l'American Film Institute. Ce film est également le plus grand succès commercial du réalisateur français François Truffaut qui, exceptionnellement, délaisse la réalisation pour jouer un des personnages principaux du film à la demande de Spielberg, les deux hommes se vouant mutuellement une grande admiration.
En 2007, le film est sélectionné pour conservation par le National Film Registry de la bibliothèque du Congrès, en raison de son intérêt « culturel, historique ou esthétique important ».

## Synopsis
Alors qu'il se trouve au Mexique, Claude Lacombe, scientifique du gouvernement français chargé des activités liées aux ovnis aux États-Unis, accompagné de son interprète américain David Laughlin, assiste à la découverte d'anciens avions de guerre de la Seconde Guerre mondiale, retrouvés en plein désert de Sonora, une région au nord du Mexique. Les appareils, des bombardiers Grumman TBF Avenger vides de tout occupant, faisaient partie de l'escadrille 19, une escadrille mystérieusement disparue en décembre 1945 au-dessus de l'océan Atlantique.
Simultanément, d’autres faits étranges se produisent sur Terre, notamment la découverte d'un navire cargo disparu en 1925 dans le triangle des Bermudes et retrouvé en plein désert de Gobi (entre le nord de la Chine et le sud de la Mongolie). Lacombe et son équipe se rendent ensuite à Dharmsala, en Inde, pour y étudier une série de cinq notes de musique chantées par les habitants ; d'après les autochtones, ces sons proviendraient des cieux.
Lacombe participe peu après à une conférence aux États-Unis où il présente les résultats de la traduction des sons de Dharmsala en langue des signes, d'après la méthode Kodály. Peu après, un radiotélescope appartenant à un complexe américain top-secret enregistre des signaux en provenance de l'espace, qui se révèlent être des coordonnées terrestres. Pour Lacombe, présent lors de cette découverte, il ne fait plus aucun doute qu'une forme extraterrestre intelligente tente de communiquer avec notre civilisation.
Par la suite, des objets volant non identifiés (ovni) sont repérés en Amérique, au-dessus de l'Indiana. Au cours de leur vol, ceux-ci manquent de peu de percuter un avion de ligne et occasionnent une perturbation du réseau électrique de la région.
D'autres événements mystérieux arrivent peu après en Indiana : une nuit, Jillian Guiler, une femme qui vit seule avec son fils Barry (âgé de trois ans) dans une petite maison de campagne, voit son fils subitement réveillé par une force inconnue qui l'attire au dehors, dans la forêt.
Dans le même temps, Roy Neary, l'employé d'une compagnie d'électricité d'Indiana, quitte sa maison pour aller réparer une ligne à haute tension sur une route nationale. Alors qu'il arrête son véhicule au niveau d'une voie de chemin de fer pour vérifier sa carte routière, Neary fait l'expérience d'une rencontre rapprochée avec un ovni ; lors de son passage, l'objet inconnu émet une vive lumière qui brûle légèrement un côté de son visage. Juste après, Neary manque de peu d'écraser le petit Barry quand il le croise sur la route.
Alertée, la police donne la chasse aux mystérieux engins volants, sans succès. Le public, informé des événements, est fasciné par cette vague d'ovnis, de même que Neary et Jillian. La maison des Guiler devient par la suite le théâtre d'un drame lorsque Barry est enlevé par un ovni, sous les yeux de sa mère impuissante.
Sans le savoir, Roy Neary et Jillian Guiler deviennent bientôt, chacun de leur côté, obsédés par l'image subliminale d'une forme ressemblant à une montagne et commencent à essayer de la reproduire en sculpture ou en peinture. Ils sont comme fascinés par cette mystérieuse forme, au grand désespoir de l'épouse de Neary qui commence à douter de la santé mentale de son mari.

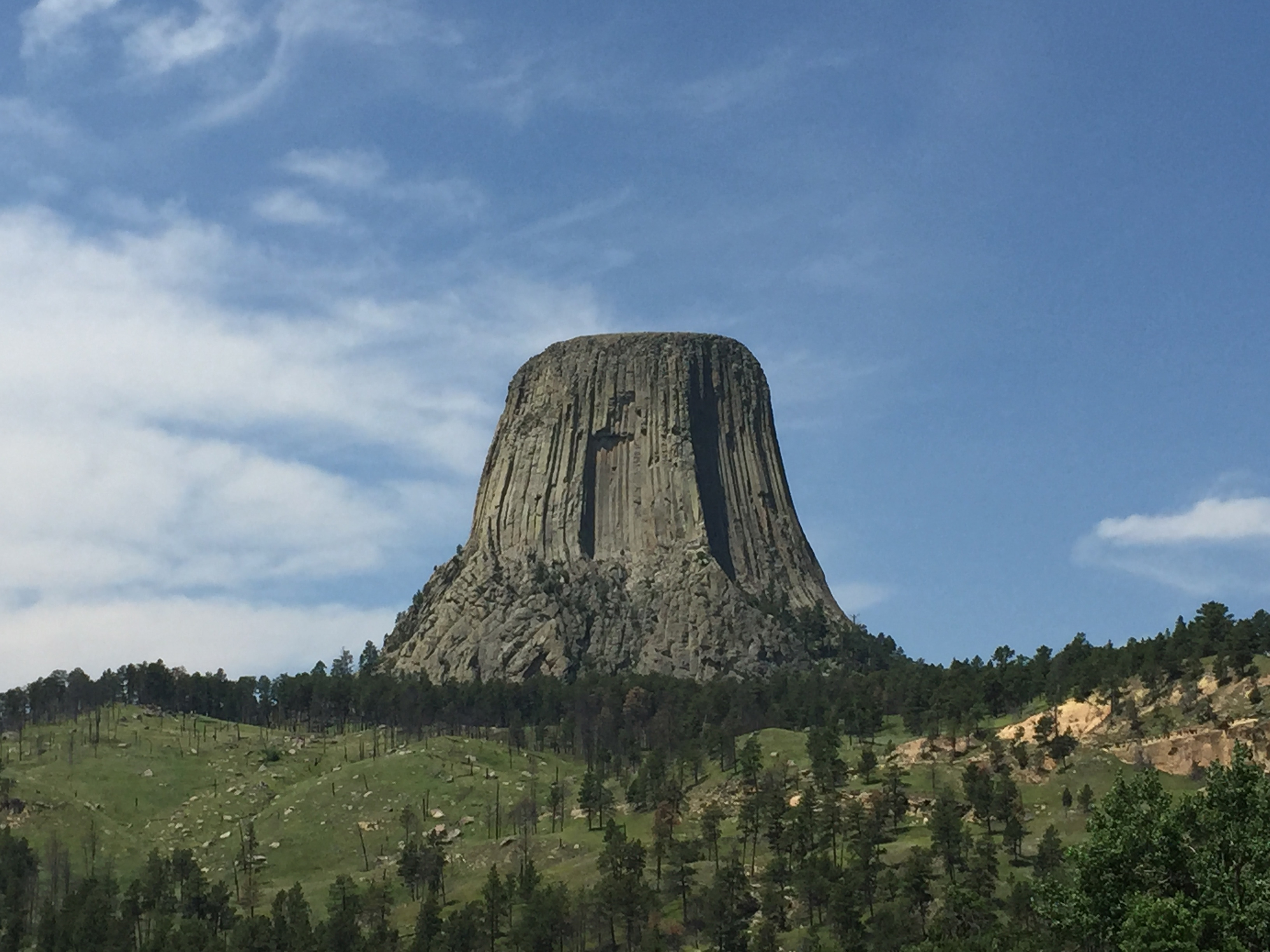
La montagne Devils Tower, lieu de l'action finale du film.

De leur côté, Lacombe et son assistant Laughlin ont calculé que les mystérieuses coordonnées captées par le radiotélescope sont celles de la Devils Tower, une montagne basse isolée qui se trouve dans le Wyoming. Pour avoir les coudées franches, l'armée américaine imagine alors un plan d'évacuation de la région (en prétextant un accident de train contenant un gaz toxique) et prépare secrètement la construction d'une base scientifique au pied de la montagne, destinée à accueillir les « visiteurs ».
Pendant ce temps, l’obsession de Neary vis-à-vis de la forme qu'il voit dans son esprit — qui n'est autre que celle de la Devils Tower — pousse sa femme à le quitter avec ses enfants, convaincue que son mari est devenu fou. Neary, toujours poussé par son obsession, aperçoit fortuitement la montagne dans un reportage télévisé sur le prétendu accident de train au Wyoming. Il rejoint Jillian et tous deux se rendent alors là-bas, à la recherche de la vérité. Échappant aux forces de l'ordre après une première capture (au cours de laquelle Neary est interrogé par Lacombe), les deux fugitifs se faufilent parmi les barrages de l'armée encerclant la Devils Tower et finissent par arriver à la base scientifique, installée au pied de la montagne.
À la nuit tombée, un imposant vaisseau extra-terrestre arrive au sommet de la Devils Tower, accompagné des petits objets volants qui étaient apparus dans l'Indiana. Après avoir communiqué avec les scientifiques via une sorte de musique associée à des couleurs (les scientifiques utilisant un synthétiseur relié à un mur lumineux pour communiquer avec le vaisseau), la nef extra-terrestre se pose sur la base. Peu après, plusieurs humains, portés disparus depuis très longtemps, sortent du vaisseau. Ceux-ci ont l'apparence et l'âge qu'il avaient lors de leur disparition, il y a de cela des années. Descend aussi du vaisseau le jeune Barry, puis une vingtaine de petites créatures humanoïdes extraterrestres, dont une qui lève un bras en signe de paix.
Quelque temps après, Neary - grâce à l'intervention amicale de Claude Lacombe - est sélectionné avec d'autres volontaires humains (militaires et scientifiques) pour accompagner les extraterrestres lors de leur départ. Neary monte alors avec les autres volontaires dans le vaisseau, puis l'engin décolle et repart vers l'espace.

## Fiche technique
- Titre : Rencontres du troisième type
- Titre original : Close Encounters of the Third Kind
- Réalisation : Steven Spielberg
- Scénario : Steven Spielberg, avec les participations non créditées de Paul Schrader, Jerry Belson et Matthew Robbins
- Musique : John Williams
- Conseiller technique : le docteur J. Allen Hynek
- Direction artistique : Dan Lomino, sous la direction de Joe Alves
- Direction de la photographie : Vilmos Zsigmond, William A. Fraker (pour des séquences additionnelles), Frank Stanley (pour des séquences additionnelles, non crédité), Douglas Slocombe (pour les séquences en Inde), Allen Daviau (pour la séquence du désert de Gobi), Steve Poster (seconde équipe)
- Montage : Michael Kahn
- Costumes : Jim Linn
- Décors : Phil Abramson
- Chef de conception de l'extraterrestre : Carlo Rambaldi
- Superviseurs des effets visuels : Douglas Trumbull d'après les concepts de Steven Spielberg
- Superviseurs des effets spéciaux : Roy Arbogast et George Polkinghorne (pour l'édition spéciale)
- Production : Julia Phillips, Michael Phillips et Clark Paylow
- Sociétés de production : Columbia et EMI
- Société de distribution : Columbia Pictures
- Budget : 19 400 870 dollars
- Format : Couleur (Metrocolor) - 2,35:1 en Panavision • 35 mm - Stéréo (Dolby)
- Pays de production :  États-Unis
- Langues originales : anglais, français, hindi et espagnol
- Genre : science-fiction
- Durée du film :
  - 129 minutes (version originale de 1977)
  - 127 minutes (Édition spéciale de 1981)
  - 137 minutes (version director's cut de 1998)
  - 131 minutes (version director's cut de 2001)
  - 137 minutes (version restaurée de 2017)
- Dates de sortie[2] :
  - États-Unis : 16 novembre 1977
  - France : 24 février 1978 (version director's cut : 12 septembre 2001 - version restaurée : 13 décembre 2017)

## Distribution
Légende : doublage de la version originale (1978) / doublage de la version director's cut (2001)
- Richard Dreyfuss (VF : Bernard Murat / Bernard Gabay) : Roy Neary
- François Truffaut (VF : lui-même) : le professeur Claude Lacombe
- Teri Garr (VF : Sylvie Feit / Sybille Tureau) : Ronnie Neary
- Melinda Dillon (VF : Michèle Bardollet / Marie Vincent) : Jillian Guiler
- Bob Balaban (VF : Philippe Ogouz / Bernard Métraux) : David Laughlin
- J. Patrick McNamara (VF : Philippe Catoire) : le chef de projet
- Warren Kemmerling : Wild Bill
- Roberts Blossom : le fermier
- Philip Dodds : Jean Claude
- Cary Guffey (en) (VF : Jackie Berger / Elliot Weill) : Barry Guiler
- Shawn Bishop : Brad Neary
- Adrienne Campbell : Sylvia Neary
- Justin Dreyfuss : Toby Neary
- Lance Henriksen (VF : Jacques Richard) : Robert
- Merrill Connally (VF : Jacques Brunet) : le chef d'équipe
- George DiCenzo : le major Benchley
- Gene Dynarski (VF : Raymond Loyer) : Ike (1re version uniquement)
- Josef Sommer : Larry Butler
- Le révérend Michael J. Dyer : lui-même
- Roger Ernest : un patrouilleur de la route
- Carl Weathers (VF : Jacques Deschamps) : un membre de la police militaire (1re version uniquement)
- F.J. O'Neil : un membre du projet ARP
- Phil Dodds : un musicien de l'ARP
- Randy Hermann : le rapatrié #1 vol 19
- Hal Barwood : le rapatrié #2 vol 19
- Matthew Robbins : le rapatrié #3 vol 19
- David Anderson (VF : Sady Rebbot) : un contrôleur aérien
- Richard L. Hawkins : un contrôleur aérien
- Craig Shreeve : un membre de la circulation aérienne
- Bill Thurman : un membre de la circulation aérienne
- Roy E. Richards : un pilote de l'air
- Gene Rader : le colporteur
- Eumenio Blanco : l'homme au visage brûlé par le soleil
- Daniel Núñez : un fédéral
- Cy Young : un membre de l'équipe du radiotélescope
- Tom Howard : un membre de l'équipe du radiotélescope
- J. Allen Hynek : lui-même (non crédité)

## Production

### Genèse et développement

#### Scénario
Paul Schrader écrit le scénario original mais Steven Spielberg considère qu'une bonne partie du script ne lui convient absolument pas et réécrit totalement le film comme il souhaite le voir. La discorde vient du fait que Schrader souhaitait raconter cette histoire de contact extraterrestre du point de vue d'un militaire proche de la retraite (du genre Kirk Douglas, Burt Lancaster, Henry Fonda ou Richard Widmark), tandis que Spielberg voulait le raconter du point de vue de l'« homme du peuple ». Le scénariste, ayant considéré le script comme « la chose » de Steven Spielberg, refuse d'être crédité au générique et, ainsi, renonce à toucher des pourcentages sur les recettes, ce que Schrader considérera comme étant « la plus grosse erreur de sa vie ».[réf. nécessaire]

#### Choix du titre
Le titre prévu à l'origine est Watch the Skies, ce qui correspond aux derniers mots du film La Chose d'un autre monde (1951), phrase qu'on entend durant le film, dans la séquence où le dessin animé réveille Roy Neary (Richard Dreyfuss). Le titre original finalement choisi est Close Encounters of the Third Kind, expression issue du système de classification de Hynek utilisée en ufologie pour classer les rencontres rapprochées (RR).
Le stade RR3 (rencontre rapprochée du troisième type) correspond au fait de voir un ovni et ses occupants ou bien uniquement les occupants de l'ovni. Le film montre des rencontres rapprochées allant jusqu'au type 5 (RR5) puisqu'il y a, à la fin du film, communication avec les occupants d'un immense ovni. Néanmoins, le type RR5 est postérieur à la classification initiale telle qu'elle fut élaborée par J. Allen Hynek.
Hynek est présent dans le film, jouant son propre rôle, dans une séquence très courte, en caméo. On le voit fumant sa pipe, au premier plan, parmi les scientifiques habillés en blanc, lorsque le vaisseau spatial se pose vers la fin du film. Il fut aussi consultant technique de Steven Spielberg.

### Attribution des rôles
Pour le rôle de Roy Neary, le réalisateur Steven Spielberg approche d'abord les acteurs Steve McQueen, Dustin Hoffman, Sylvester Stallone après Rocky et Gene Hackman[réf. nécessaire], avant que ne soit choisi Richard Dreyfuss. Toby Neary (le second fils de Roy dans le film) est interprété par Justin Dreyfuss, le neveu de Richard.
Spielberg admire François Truffaut, qu'il veut impressionner par l'immensité du studio alloué au film à Mobile en Alabama. Se rendant compte que Truffaut n'a tourné ses films que dans de petits studios, presque intimes, et qu'il ne pouvait simplement pas saisir l'immensité du hangar, Spielberg entre dans la salle où Jillian observe les informations, lève les bras en l'air et s'exclame : « Now, this is a studio! » (« Ça, c'est un studio ! ») ; c'est ce qui a convaincu Truffaut de tourner avec son admirateur. Au préalable, le rôle de Claude Lacombe est proposé à l'acteur Lino Ventura, qui le refuse, tout comme Jean-Louis Trintignant, qui avait déjà refusé Duel auparavant.... Truffaut est honoré et très ému de la proposition de Spielberg, tout comme sa participation au projet, ce film lui donnant par la suite une aura internationale immense.
Comme Truffaut parlait très mal anglais, Spielberg accepta qu'il parle français dans la version originale et que le personnage de David Laughlin (interprété par Bob Balaban), l'assistant de Claude Lacombe, traduise en anglais les propos de son collègue. C'est pourquoi la version française peut parfois paraître étrange, Laughlin ne faisant que paraphraser les dires de Lacombe, voire parler en même temps que lui.
En fin de compte, dans la version originale, Truffaut a deux ou trois répliques en anglais.

### Tournage

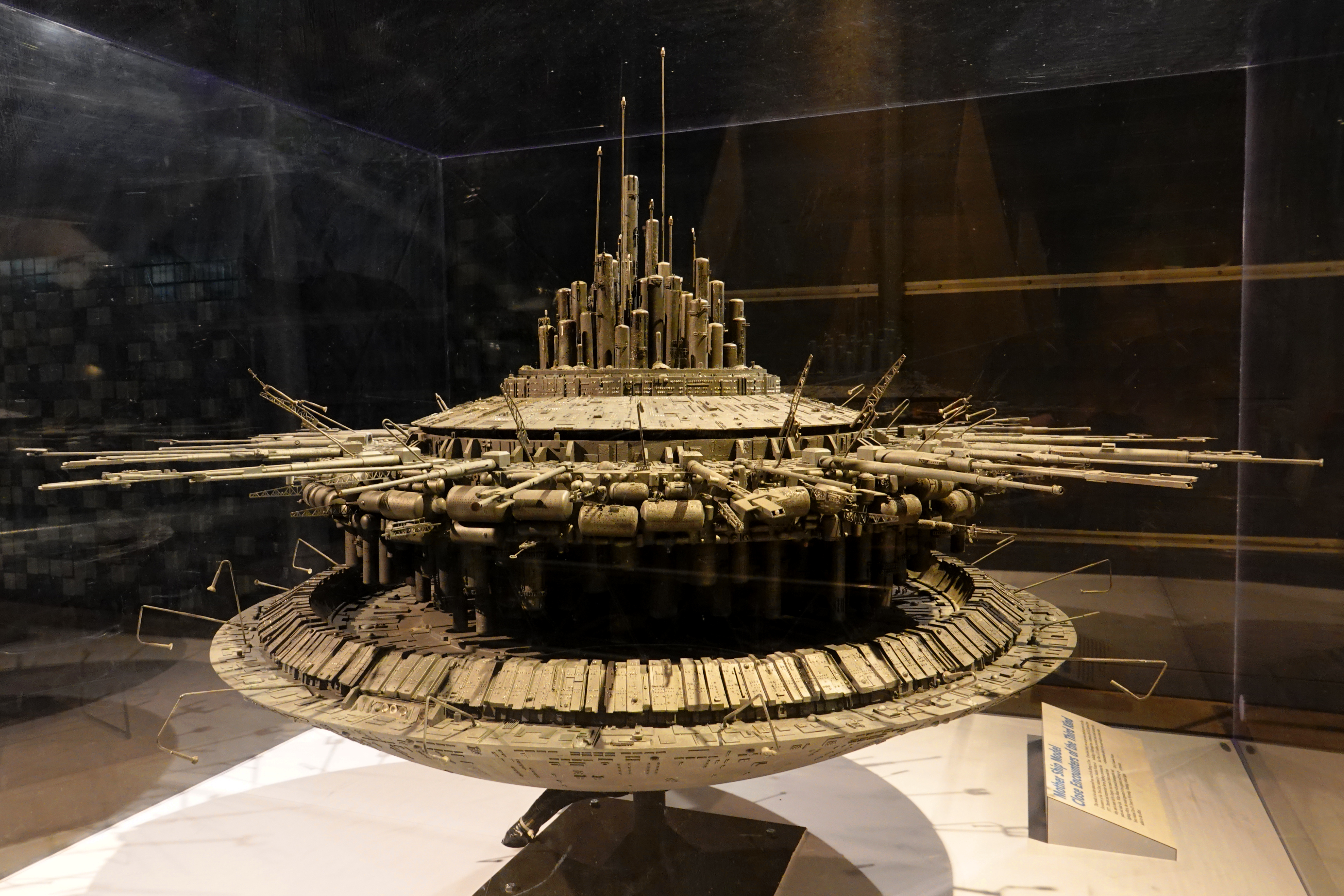
Maquette du vaisseau mère utilisée lors du tournage, exposée au National Air and Space Museum.

Le tournage commence dans les studios de Burbank à partir de mai 1976.
Le désert en pleine tempête, au début du film, se trouve à Bernal et Tequisquiapan, dans l'État de Querétaro, au Mexique, ainsi que dans le désert des Mojaves, au sud de la Californie. Le contrôle du trafic aérien montré dans le film est celui de Palmdale, au nord-est du comté de Los Angeles, en Californie.
La séquence où Claude Lacombe enregistre le chant indien, imité du son extraterrestre, a été prise en Inde à Bombay, dans le Maharashtra.
Une partie de l'action a lieu sur le site de la montagne Devils Tower, dans le Wyoming, ainsi que dans un immense hangar à dirigeables de la Seconde Guerre mondiale à Mobile, dans l'Alabama, qui a également servi de plateau pour les maisons de Roy Neary et Jilian Guiler.
Une erreur est commise sur les coordonnées géographiques du lieu de rendez-vous qui sont, selon le film, « 40° 36' 10" N » et « 104° 44' 30" W », alors que la position géographique réelle de la Devils Tower est « 44° 35' 25" N » et « 104° 42' 54" W » (soit à une distance orthodromique d'environ 443 km du lieu de rendez-vous).
L'évacuation immédiate s'est déroulée à Bay Minette, dans le comté de Baldwin.
Dans son équipe technique ce film détient le record du plus grand nombre de directeurs de la photographie : onze, en incluant l'édition spéciale.
Pour la scène où le jeune Cary Guffey (en) devait jouer l'étonnement face aux extraterrestres, le réalisateur Steven Spielberg demanda à deux membres de l'équipe de tournage de se cacher dans des boîtes derrière la caméra, l'un déguisé en clown et l'autre en gorille. Pendant la scène, le premier apparut par surprise devant Cary quelque peu surpris, puis le second. Spielberg demanda alors au gorille de retirer son masque, faisant ainsi sourire Cary.[réf. souhaitée]. Lorsque les extraterrestres kidnappent Barry par la petite ouverture au bas de la porte d'entrée, Cary était en réalité tiré par sa mère (on distingue très vaguement le bras de celle-ci dans un coin de l'ouverture).[réf. souhaitée]
Pour la séquence du premier contact de Roy Neary (Richard Dreyfuss) avec les extraterrestres (au passage à niveau), le 4x4 était en fait monté sur une grande roue qui effectuait une rotation pour simuler l'envol des affaires de Neary sur le tableau de bord (on observe par ailleurs que, sous l'effet de la rotation de la roue, Richard Dreyfuss recule un peu sur son siège).[réf. non conforme]
Les prises de vues s'achèvent en février 1977.
La scène finale donne à voir un gigantesque vaisseau mère extraterrestre. Quand il commence à faire son apparition à la Devils Tower, on voit clairement le robot R2D2 (de Star Wars) accroché sur la coque du vaisseau. Cette petite blague est le fait de l'artiste d'effets spéciaux Dennis Murren, qui venait de travailler sur Star Wars.
Le logo de la compagnie Rockwell International apparaît au dos des costumes de certains membres de l’équipe scientifique lors de la rencontre finale ; il est identique, dans sa construction graphique, à l’affiche originale du film.[réf. souhaitée]

### Code musical
Le code musical.
Le code musical du film, utilisé dans la séquence du vaisseau extraterrestre à la Devils Tower, est composé grâce un synthétiseur ARP 2500 (Philip Dodds joue sur cette scène), qui est utilisé pour le tournage de la scène ; mais la musique provient de l'orchestre de John Williams. Steven Spielberg avait demandé à Williams un thème musical très simple. Cela s'est révélé être un véritable défi, puisqu'il fallait se limiter à cinq notes. Williams et son entourage proposèrent une multitude de mélodies de cinq notes, parmi lesquelles fut choisie celle utilisée pour le thème du film.
La partition du code musical est : Si bémol (2) Do (3) La bémol (2) La bémol (1) Mi bémol (2). Les chiffres entre parenthèses indiquent le numéro de l'octave.
Toutefois, lorsque Lacombe présente aux experts la mélodie enregistrée en Inde, il signe avec la méthode Kodály la partition suivante : Ré (2) Mi (2) Do (2) Do (1) Sol (1).

### Bande originale
La musique de John Williams était déjà composée avant le montage du film. C'est sa troisième collaboration avec Steven Spielberg, qui avait donc monté le film en fonction de la musique, à l'inverse de ce qui se fait habituellement. Ensemble, ils avaient estimé que cela donnait au film une sensation lyrique propre à son univers.
| Liste des titres (1977) | Liste des titres (1977)                                    | Liste des titres (1977)       | Liste des titres (1977) | Liste des titres (1977) | Liste des titres (1977) | Liste des titres (1977) | Liste des titres (1977) | Liste des titres (1977) | Liste des titres (1977) |
| No                      | Titre                                                      | Auteur                        | Durée                   |                         |                         |                         |                         |                         |                         |
| ----------------------- | ---------------------------------------------------------- | ----------------------------- | ----------------------- | ----------------------- | ----------------------- | ----------------------- | ----------------------- | ----------------------- | ----------------------- |
| 1.                      | Main Title and Mountain Visions                            |                               | 3:13                    |                         |                         |                         |                         |                         |                         |
| 2.                      | Nocturnal Pursuits                                         |                               | 2:31                    |                         |                         |                         |                         |                         |                         |
| 3.                      | The Abduction of Barry                                     |                               | 4:28                    |                         |                         |                         |                         |                         |                         |
| 4.                      | I Can't Believe it's Real                                  |                               | 3:18                    |                         |                         |                         |                         |                         |                         |
| 5.                      | Climbing Devil's Tower                                     |                               | 2:05                    |                         |                         |                         |                         |                         |                         |
| 6.                      | The Arrival of Sky Harbor                                  |                               | 4:27                    |                         |                         |                         |                         |                         |                         |
| 7.                      | Night Siege                                                |                               | 6:18                    |                         |                         |                         |                         |                         |                         |
| 8.                      | The Conversation                                           |                               | 2:19                    |                         |                         |                         |                         |                         |                         |
| 9.                      | The Appearance of the Visitors (When You Wish Upon A Star) | Leigh Harline, Ned Washington | 4:49                    |                         |                         |                         |                         |                         |                         |
| 10.                     | Resolution and End Title                                   |                               | 6:51                    |                         |                         |                         |                         |                         |                         |
| 40:53                   |                                                            |                               |                         |                         |                         |                         |                         |                         |                         |

| 1.  | Opening: Let There Be Light                                                                             | 0:49  |
| 2.  | Navy Planes                                                                                             | 2:06  |
| 3.  | Lost Squadron                                                                                           | 2:23  |
| 4.  | Roy's First Encounter                                                                                   | 2:41  |
| 5.  | Encounter at Crescendo Summit                                                                           | 1:21  |
| 6.  | Chasing UFOs                                                                                            | 1:18  |
| 7.  | False Alarm                                                                                             | 1:42  |
| 8.  | Barry's Kidnapping                                                                                      | 6:19  |
| 9.  | The Cover-Up                                                                                            | 2:25  |
| 10. | Stars and Trucks                                                                                        | 0:44  |
| 11. | Forming The Mountain                                                                                    | 1:49  |
| 12. | TV Reveals                                                                                              | 1:49  |
| 13. | Roy and Gillian on the Road                                                                             | 1:10  |
| 14. | The Mountain                                                                                            | 3:31  |
| 15. | Who Are You People?                                                                                     | 1:35  |
| 16. | The Escape                                                                                              | 2:18  |
| 17. | The Escape (Alternate Cue)                                                                              | 2:40  |
| 18. | Trucking                                                                                                | 2:01  |
| 19. | Climbing The Mountain                                                                                   | 2:32  |
| 20. | Outstretch Hands                                                                                        | 2:47  |
| 21. | Lightshow                                                                                               | 3:43  |
| 22. | Barnstorming                                                                                            | 4:25  |
| 23. | The Mothership                                                                                          | 4:33  |
| 24. | Wild Signals                                                                                            | 4:12  |
| 25. | The Returnees                                                                                           | 3:45  |
| 26. | The Visitors / Bye / End Titles: The Special Edition (Contient un extrait de When You Wish Upon a Star) | 12:32 |

## Différentes versions du film

### Édition spéciale
En 1980, Steven Spielberg décide de ressortir le film avec un nouveau montage (tel qu'il souhaitait déjà le faire en 1977). Ainsi, certaines scènes ont été retirées tandis que d'autres ont été ajoutées, entre autres la fameuse scène où Roy Neary pleure, tout habillé, sous sa douche, et qui tourne à la dispute familiale. De ce fait, le départ précipité de Ronnie avec les enfants, le lendemain matin, est relié à cette nouvelle scène et non plus au coup de folie de Roy et à la matérialisation de sa vision obsessionnelle, ce passage ayant été retiré dans cette version.
Spielberg a également tourné, pour l'occasion, deux nouvelles séquences :
- la découverte du navire Cotopaxi en plein désert de Gobi, en Mongolie. On remarque la présence de Jeep Cherokee, modèle sorti en 1979, ce qui prouve bien que cette scène a été tournée quelques années après la sortie du film ;
- l'intérieur du vaisseau mère, où Roy Neary découvre des technologies et des architectures extraterrestres serties de lumières.

### Version du réalisateur
En 1998, Spielberg retravaille le montage de son film. Il a réintégré des scènes de la première version et a finalement supprimé l'intérieur du vaisseau mère, préférant ainsi laisser la suggestion aux spectateurs. Les effets spéciaux ont été, quant à eux, remaniés sur ordinateur. En France, le film a été entièrement redoublé (excepté la voix de François Truffaut, qui a été conservée telle quelle).
On peut noter plusieurs erreurs dans le doublage français : le nom du compositeur Zoltán Kodály y est prononcé [kodali], et le mot « octave » (terme musical) y est toujours employé au masculin alors qu'il est féminin.
Dans l'édition collector trentième anniversaire, la première version du film est tiraillée entre les deux doublages français. En effet, toutes les scènes présentes dans les trois versions ne comportent que la nouvelle version française. Ainsi, dans la version originale de 1977, on peut passer, par exemple pour Richard Dreyfuss, d'une scène à l'autre, de Bernard Murat à Bernard Gabay.

## Exploitation et accueil

### Dates de sortie
Le film sort aux États-Unis le 15 novembre 1977 en avant-première à New York au Ziegfeld Theatre et, le 16 novembre 1977, sur le reste du territoire. Il ressort le 1er août 1980 en édition spéciale.
En France, il sort sur les écrans le 24 février 1978. La version remaniée par Spielberg ressort le 12 septembre 2001[source insuffisante].

### Accueil critique
Rencontres du troisième type reçoit un accueil critique majoritairement positif.
Sur le site agrégateur de critiques Rotten Tomatoes, le film obtient un score de 94 % d'avis favorables, sur la base de 65 critiques collectées et une note moyenne de 8,97/10 ; le consensus du site indique : « [Rencontres du troisième type] est une [œuvre de] science-fiction profondément humaine explorant l'obsession masculine, le mysticisme cosmique et la musique ». Sur Metacritic, le film obtient une note moyenne pondérée de 90 sur 100, sur la base de 10 critiques collectées ; le consensus du site indique : « Acclamation générale » (Universal Acclaim).
En France, le critique du Monde, Jean de Baroncelli, écrit dans sa revue du film (25 février 1978) : « Provoquant une admiration naïve, communiquant un plaisir enfantin, le film de Spielberg échappe aux pesanteurs de la critique. Il n'est ni bon ni mauvais, il est autre. Fantastique dans tous les sens du terme. Sidérant autant que sidéral ». Pour Alain Masson de la revue Positif (no 205, avril 1978) : « Ce film féérique témoigne donc parfaitement de son temps. Avec ses astuces de conteur, il faut reconnaître à Spielberg un certain talent d'illustrateur sensible aux formes qui l'entourent ».
Du côté des avis mitigés, pour Jean-Claude Biette de la revue des Cahiers du cinéma (no 287, avril 1978) : « Ce film est le résultat d'un travail dont l'enjeu, extérieur au sujet du film, reste extérieur au film parce que Spielberg s'est cru plus malin que son sujet et qu'il a sacrifié totalement (à l'inverse de Kubrick) à des impératifs économiques et aux critères idéologiques qui y sont liés ».
Dans son Dictionnaire du cinéma, Jacques Lourcelles juge que le film accompagne la « puérilisation » du cinéma américain et montre la complaisance de Spielberg vis-à-vis des goûts du public. Selon lui, les personnages sont inconsistants et c'est dans la richesse et la perfection des effets spéciaux que réside l'intérêt du film. Pour cette raison, il affirme que Douglas Trumbull peut réellement être considéré comme le co-auteur du film, « puisqu'il est responsable de ce qu'il contient de meilleur ».
Pour Alain Rémond de Télérama (22 février 1978) : « C'est complètement naïf, débordant d'humanisme candide, à la gloire de l'Amérique nouvelle, post-nixonienne, lavée du péché originel, régénérée dans l'idéalisme mystique ». Le journal Libération est aussi critique envers le film.

### Box-office
- États-Unis : 116 400 000 dollars[réf. nécessaire]
- Mondial : 304 000 000 dollars[réf. nécessaire]

### Distinctions

#### Récompenses
- National Board of Review 1977 : prix spécial pour les effets spéciaux du film.
- Oscars 1978 :
  - Oscar de la meilleure photographie pour Vilmos Zsigmond.
  - Oscar pour une contribution spéciale à Frank Warner pour le montage des effets sonores.
- Saturn Awards 1978 :
  - Saturn Award du meilleur réalisateur pour Steven Spielberg (décerné à égalité avec George Lucas pour Star Wars, épisode IV : Un nouvel espoir).
  - Saturn Award du meilleur scénario pour Steven Spielberg.
  - Saturn Award de la meilleure musique pour John Williams (doublement récompensé en 1977 grâce à sa musique pour Star Wars, épisode IV : Un nouvel espoir).
- David di Donatello 1978 : prix du meilleur film étranger pour Julia Phillips et Michael Phillips.
- Motion Picture Sound Editors 1979 : Golden Reel Award du meilleur montage et les effets sonores.
- British Academy Film Awards 1979 : BAFTA de la meilleure direction artistique pour Joe Alves.
- Prix Goldene Leinwand 1979 du meilleur film.
- Grammy Awards 1979 : Grammy Award du meilleur album de musique de film pour John Williams.

#### Nominations
- Oscars 1978 :
  - nomination à l'Oscar du meilleur réalisateur pour Steven Spielberg.
  - nomination à l'Oscar de la meilleure actrice dans un second rôle pour Melinda Dillon.
  - nomination à l'Oscar de la meilleure direction artistique pour Joe Alves, Dan Lomino et Phil Abramson.
  - nomination à l'Oscar du meilleur montage pour Michael Kahn.
  - nomination à l'Oscar des meilleurs effets visuels pour Roy Arbogast, Douglas Trumbull, Matthew Yuricich, Gregory Jein et Richard Yuricich.
  - nomination à l'Oscar du meilleur son pour Robert Knudson, Robert Glass, Don McDougall et Gene Cantamessa.
  - nomination à l'Oscar de la meilleure musique de film pour John Williams.
- Saturn Awards 1978 :
  - nomination au Saturn Award du meilleur film de science-fiction.
  - nomination au Saturn Award du meilleur acteur pour Richard Dreyfuss.
  - nomination au Saturn Award de la meilleure actrice pour Melinda Dillon.
  - nomination au Saturn Award des meilleurs effets spéciaux.
- Golden Globe Awards 1978 :
  - nomination au Golden Globe du meilleur film dramatique.
  - nomination au Golden Globe du meilleur réalisateur pour Steven Spielberg.
  - nomination au Golden Globe du meilleur scénario pour Steven Spielberg.
  - nomination au Golden Globe de la meilleure musique de film pour John Williams.
- American Cinema Editors 1978 : nomination à l’« Eddie » du meilleur montage pour un film pour Michael Kahn.
- Directors Guild of America Awards 1978 : nomination au prix du meilleur réalisateur pour Steven Spielberg.
- Prix Hugo 1978 : nomination au prix du meilleur film dramatique.
- Writers Guild of America 1978 : nomination au prix du meilleur scénario dramatique pour Steven Spielberg.
- Japan Academy Prize 1979 : nomination au Japanese Academy Award du meilleur film étranger.
- British Academy Film Awards 1979 :
  - nomination au BAFTA du meilleur film.
  - nomination au BAFTA du meilleur réalisateur pour Steven Spielberg.
  - nomination au BAFTA du meilleur scénario pour Steven Spielberg.
  - nomination au BAFTA du meilleur acteur dans un rôle secondaire pour François Truffaut.
  - nomination au Prix Anthony Asquith Award de la meilleure musique de film pour John Williams.
  - nomination au BAFTA du meilleur montage pour Michael Kahn.
  - nomination au BAFTA de la meilleure photographie pour Vilmos Zsigmond.
  - nomination au BAFTA du meilleur son pour Gene Cantamessa, Robert Knudson, Don McDougall, Robert Glass, Stephen Katz, Frank Warner, Richard Oswald, David M. Horton, Sam Gemette, Gary S. Gerlich, Chester Slomka et Neil Burrow.
- Saturn Awards 2002 : nomination au Saturn Award du meilleur film classique sorti en DVD.

### Produit dérivé
Un flipper portant le même nom que celui du film est le premier billard électrique dérivé d'un film et la première fois où la Columbia octroie l'autorisation pour un tel produit dérivé.[réf. nécessaire]

## Postérité

### Hommages
Rencontres du troisième type est présent (ou a été nommé) sur plusieurs listes de l'American Film Institute :
- AFI's 100 Years...100 Movies : no 64
- AFI's 100 Years...100 Thrills : no 31
- AFI's 100 Years of Film Scores : nomination
- AFI's 100 Years... 100 Cheers : no 58
- AFI's 100 Years...100 Movies (10th Anniversary Edition) (en) : nomination
- AFI's 10 Top 10 : nomination dans la catégorie « Science Fiction Film »

### Préservation
En 2007, le film est sélectionné pour préservation par le National Film Preservation Board pour figurer au National Film Registry de la bibliothèque du Congrès des États-Unis.
La maquette du vaisseau mère utilisée dans le film est exposée au National Air and Space Museum.